# Klímamodellek

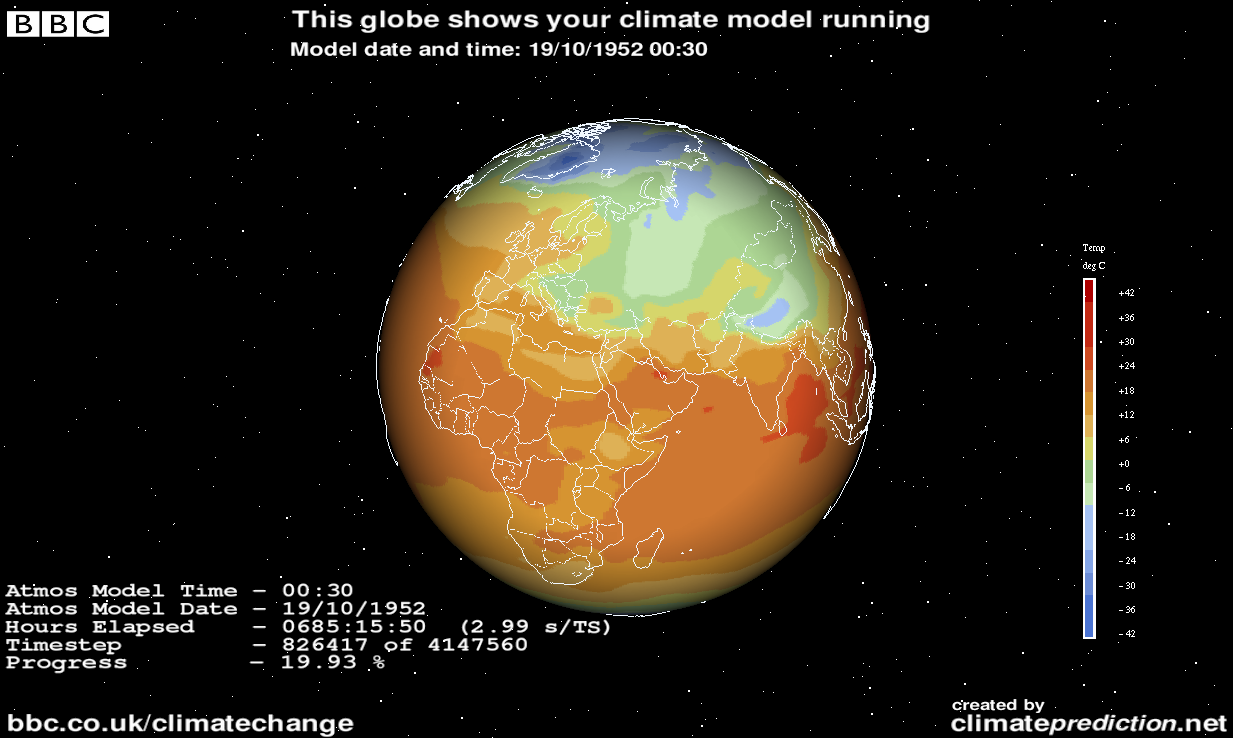
A ClimatePrediction.net projekt egyik klímamodellje

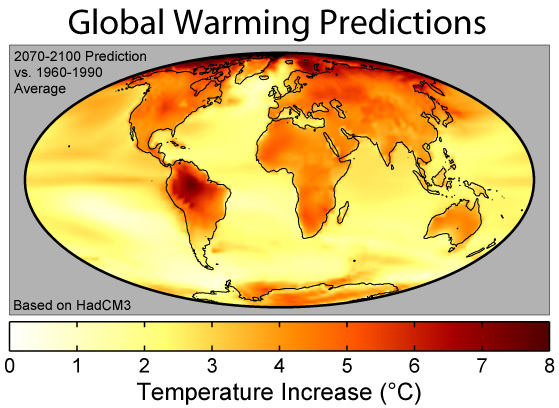
A HadCM3 klímamodell

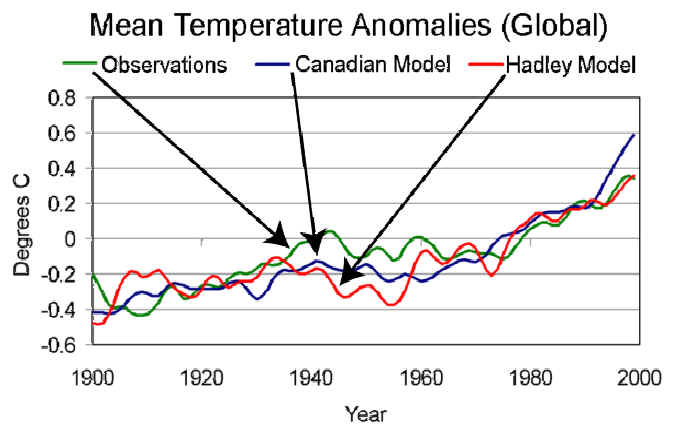
globális átlaghőmérséklet két klímamodellből

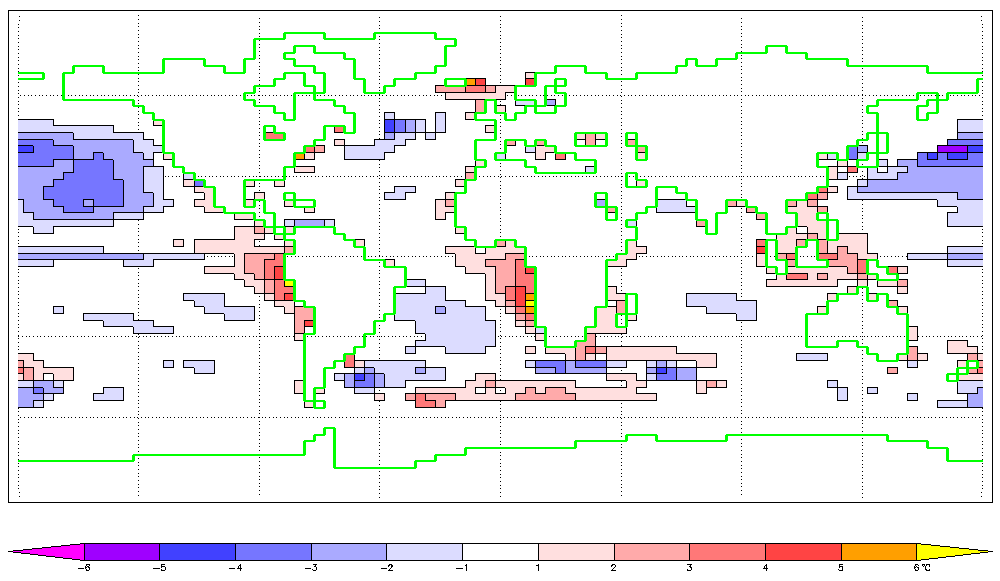
SST hibák a HadCM3-ben

Az éghajlat modellezésénél a legnagyobb problémát az emberi befolyás és a természetes folyamatok által előidézett változások hatásának elkülönítése okozza. Az emberi tényező által előidézett változások szükségképpen növelik a természetes ingadozások mértékét, amelyek bizonyos fokig „elfedik” az emberi beavatkozást.
A globális éghajlati rendszer (légkör, óceán, szárazföld, krioszféra, bióta) dinamikus modellezésére alapvetően háromféle modellt használnak.
1. Hidrodinamikai modellek: A légkörben és az óceánokban bekövetkező változásokat együttesen figyelembe vevő modellek. A külső és a belső erők hatására létrejövő áramlásokat elemzik, amelyek kulcsszerepet játszanak az éghajlat kialakításában.
2. Numerikus modellek: Ezekben a modellekben a számításokat numerikus és közelítő módszerekkel végzik. A numerikus modellezés az alapvető fizikai törvényszerűségeken alapszik, melyek közül a legfontosabbak a tömeg-energia és az impulzusmomentum megmaradásának elve. Ezek a modellek szimulálják a légkör és az óceánok mozgását, becsléseket tesznek a légnyomás, hőmérséklet és a sűrűség várható értékeire.
3. Globális modellek: Ezek a modellek a Föld egész légkörére és az óceánok összességére vonatkoznak. A térben folytonos (légkör)fizikai állapotjelzők időbeli változását úgy kezelik a modellekben, hogy a mezőkre egy rácshálózatot illesztenek. A különféle matematikai számításokat ezután már csak a hálózat csomópontjaira, az úgynevezett rácspontokra végzik el. A globális modellek hátránya, hogy kicsi a térbeli felbontásuk, ezért a már két nagyságrenddel kisebb skálájú folyamatokat nem képesek vizsgálni. Használatuk ezért nem megfelelő az összetett domborzati viszonyokkal jellemzett területeken, vagy változó felszíntakarójú helyeken. Ezen régiók klimatológiájának megállapítása nagyobb felbontású módszereket igényel.
Egyéb modellek:
4. Regionális modellek: Ezek a modellek lényegében a globális modellek finomításai. Ezek kidolgozása jóval nehezebb a globális modellekénél.
5. Általános cirkulációs modellek (GCM – General Circulation Model). A háromdimenziós térben zajló légköri mozgásokat írják le. Tanulmányozzák a napsugárzás energiájának szféránkénti megoszlását, az energia hatását az éghajlati rendszer elemeire. Számításokat végeznek a hőmérséklet, csapadék, légnyomás és egyéb éghajlati változók értékeire vonatkozóan. Horizontális felbontásuk átlagosan 100–300 km. A legkomplexebb modellek, de ugyanakkor a legnehezebben alkalmazhatóak. Az ismertebb általános éghajlati modellek a következők: az 1990-es években Michel Déqué vezetésével kifejlesztett ARPEGE-Climate időjárás-előrejelző modell és az ebből kifejlesztett ALADIN-Climate modell. A Német Meteorológiai Szolgálat időjárás-előrejelző modelljéből, az „Europa Modell”-ből, regionális klímamodellezés céljára kifejlesztett REMO (Regional Modell). További fontos regionális modellek még a PRECIS, az ECMWF valamint a Special Report on Emissions Scenarios (SRES).

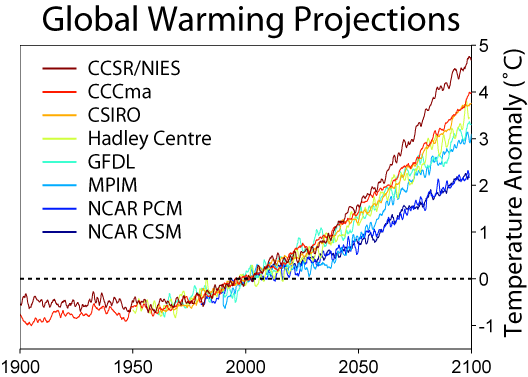
Az SRES A2 kibocsátási forgatókönyv szerint különböző intézmények által kalkulált hőmérsékletemelkedés 2100-ig. Eszerint a forgatókönyv szerint nem történnek lépések a kibocsátás csökkentése érdekében.

6. Előrejelző modellek: Az előrejelző modelleknek több kritériumnak is meg kell felelniük. Figyelembe kell venniük, hogy az üvegházgázok ember általi kibocsátása változhat a jövőben, például a korlátozó rendszabályok miatt. Ezért az éghajlati modellekben is figyelembe kell venni a különféle emissziós forgatókönyveket, majd ennek megfelelően módosítani az előrejelzéseket. A modelleket nem csak az általános felmelegedésre kell alapozni, hanem figyelembe kell venni a különböző földrajzi régiókban az évszakonkénti változás jellegét is.
A hazai kutatások célja a távoli jövőre vonatkozó éghajlati előrejelzések készítése Európára, előrejelzések készítése gazdasági folyamatokra, népességszám-változásokra, valamint éghajlati forgatókönyvek készítése. A „Magyarország éghajlatának dinamikai vizsgálata” nevezetű projektben (2005–2007) az Eötvös Loránd Tudományegyetem Természettudományi Kar Meteorológiai Tanszéke, a Pécsi Tudományegyetem, az Env-In-Cent Környezetvédelmi Tanácsadó Iroda Kft. és az OMSZ vesz részt. A projekt feladata regionális klímamodellek alkalmazásából áll.
Európában a prágai Károly Egyetem, a Cseh Hidrometeorológiai Intézet és a Tudományos Akadémia dolgozik együtt klímamodellezéssel kapcsolatos kutatásokban, melyet Tomas Halenka vezet.